# الکساندر پاروس
الکساندر لووویچ پاروس، همچنین شناخته‌شده به گلفاند، که در زمان تولد (۸ سپتامبر ۱۸۶۷–۱۲ دسامبر ۱۹۲۴) اسرائیل لازارویچ گلفاند نام داشت، یک نظریه‌پرداز مارکسیست، روزنامه‌نگار و فعال جنجالی در حزب سوسیال دموکرات آلمان بود.

## زندگی‌نامه

### اوایل زندگی
او در یک خانواده یهودی لیتوانیایی در ۸ سپتامبر ۱۸۶۷ در اشتتل بیرازینو در امپراتوری روسیه، که درحال‌حاضر بخشی از بلاروس است، به دنیا آمد. از دوران کودکی او اطلاعات کمی در دست است. خانواده گلفاند از طبقه متوسط رو‌به‌پایین جامعه بودند و پدرش یک کارگر صنعتی احتمالا یک قفل ساز یا آهنگر بود. هنگامی که وی کوچک بود، خانه خانواده‌اش در بیرازینو در اثر آتش‌سوزی تخریب شد و باعث شد به شهر اودسا در امپراتوری روسیه، که اکنون بخشی از اوکراین است و همچنین زادگاه جد پدریش بود، نقل مکان کنند.
پاروس در مدرسه جیمنیزیوم در اودسا شرکت کرد و شروع به تدریس خصوصی علوم انسانی کرد. وی همچنین به تنهایی خواندن و نوشتن را آموخت، با خواندن مطالب شاعر برجسته اوکراینی تاراس شوچنکو، روزنامه‌نگار نیکولای میخائیلوفسکی و طنزپرداز سیاسی میخائیل سالتیکوف-شچدرین، که موجب شد گلفاند جوان شروع به زیر سؤال بردن مشروعیت امپراتوری تزاری کند.

### انقلابی

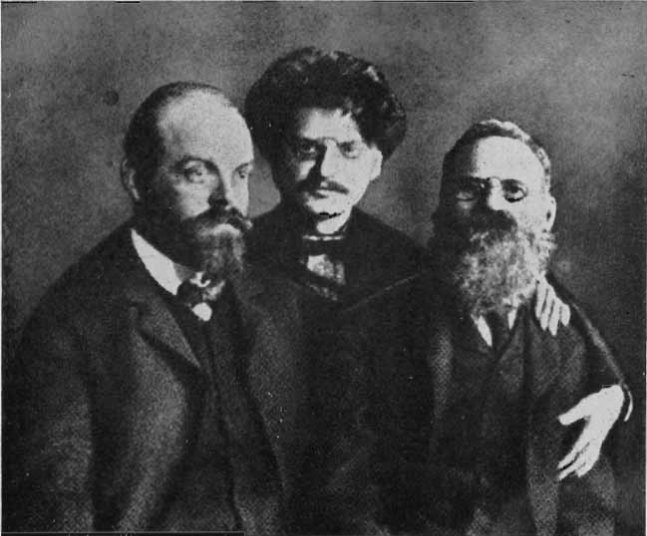
پاروس (چپ) به همراه لئون تروتسکی (مرکز) و لئو دویچ (راست) در زندان

در سال ۱۸۸۶، گلفاند ۱۹ ساله برای اولین بار از روسیه به بازل سوئیس سفر کرد. آنجا بود که گلفاند برای اولین بار در معرض آثار الکساندر هرزن و همچنین ادبیات انقلابی آن روز قرار گرفت. وی سال بعد مدت کوتاهی به روسیه بازگشت اما مورد بازرسی رسمی پلیس مخفی تزاری قرار گرفت و مجبور شد برای امنیت خود دوباره کشور را ترک کند. وی بیش از یک دهه در خارج از کشور می‌ماند.
در بازگشت به سوئیس، در پاییز ۱۸۸۸ گلفاند در دانشگاه بازل ثبت نام کرد، و در آنجا اقتصاد سیاسی خواند. گلفاند برای سه سال آینده در دانشگاه باقی می‌ماند و در ژوئیه ۱۸۹۱ با درجه دکترا فارغ‌التحصیل می‌شود. استادان گلفاند تا حد زیادی با رویکرد مارکسیستی او به اقتصاد خصمانه بودند، اما او در دانشگاه توانست مدرکی معادل کارشناسی در بریتانیا را دریافت کند.
گلفاند ترجیح نداد که یک شغل آکادمیک را دنبال کند بلکه به دنبال شروع یک شغل سیاسی بود که هم به او کمک مالی کند و هم در خدمت سوسیالیسم باشد. گلفاند که از عقب ماندگی روسیه در کشاورزی و افق‌های محدود سیاسی در آنجا بیگانه شده بود، به آلمان نقل مکان کرد، به حزب سوسیال دمکرات پیوست و با رزا لوکزامبورگ انقلابی آلمان دوست شد.
در سال ۱۹۰۰، وی برای اولین بار در مونیخ، ولادیمیر لنینملاقات کرد و هرکدام کارهای نظری دیگری را تحسین می‌کردند. پاروس لنین را تشویق کرد که شروع به انتشار مقاله انقلابی خود " ایسکرا" کند.
تلاش‌های پاروس برای شهروندی آلمان بی‌نتیجه ماند. او یک بار در نامه ای به دوست آلمانی خود، ویلهلم لیبکنشت ، اظهار نظر کرد که "من به دنبال دولتی هستم که بتوان با کمترین هزینه یک سرزمین مادری را به دست آورد.